# Quercus geminata

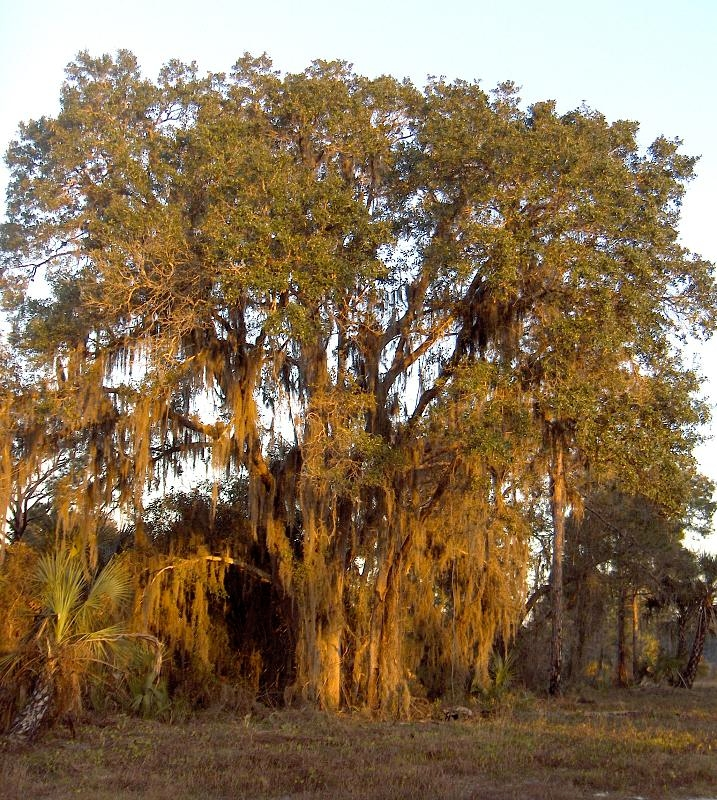
Foto tomada al amanecer

Quercus geminata es una especie de roble de la familia Fagaceae que es originaria de Norteamérica. Está clasificada en la Sección Quercus, que son los robles blancos de Europa, Asia y América del Norte. Tienen los estilos cortos; las bellotas maduran en 6 meses y tienen un sabor dulce y ligeramente amargo, el interior de la bellota tiene pelo. Las hojas carecen de una mayoría de cerdas en sus lóbulos, que suelen ser redondeados.

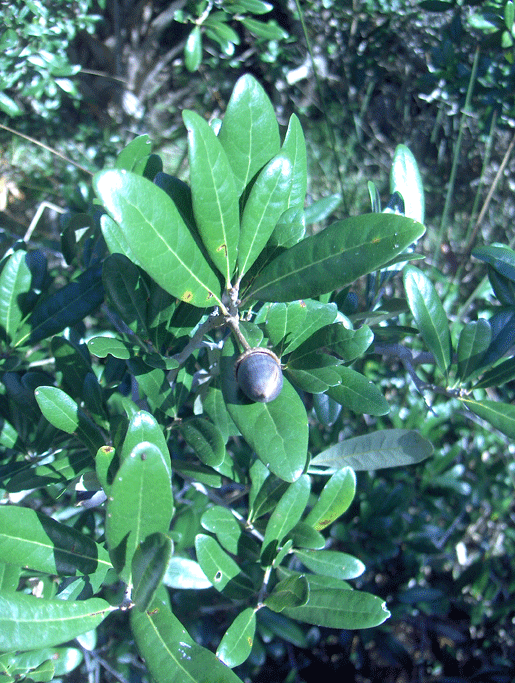
Hojas

## Distribución
Es un árbol de hoja perenne que es nativa de la costa sudeste de Estados Unidos, a lo largo del Océano Atlántico en la costa desde el Condado de Miami-Dade, Florida hacia el norte hasta el sureste de Virginia y a lo largo de la costa del Golfo de México hacia el norte y hacia el oeste, hasta el sur de Misisipi, en las dunas de la costa y lleva en las arenas blancas en matorrales de roble de hoja perenne.

## Descripción
Es un árbol de tamaño pequeño y mediano, es una maleza y forma matorrales. La corteza es oscura, gruesa y arrugada, y más o menos surcada. Las hojas son gruesas, coriáceas y toscamente veteada, con márgenes muy revueltos, dándoles la apariencia de cuencos poco profundos invertidos; sus hojas son verdes oscuras, sus partes inferiores gris pálido y muy tomentosas, y sus pecíolos densamente pubescente, son simples y por lo general planas con márgenes óseos opacos, con una longitud de 2-12 cm y una anchura de 0,5 a 4 cm. Las flores masculinas son colgantes en verdes amentos. Las bellotas son pequeñas, de 1-2.5 cm, oblongo-elipsoides u ovoides, y por lo general nacen en pares sobre pedúnculos de longitud variable.
En la costa de la Florida forma matorrales, donde es una especie ubicua y abundante; la amenazada chara floridana sólo se encuentra en los matorrales de Florida. Quercus geminata tiene características de  Quercus geminata y el roble vivo meridional ( Quercus virginiana), que crecen en el interior. Se cree que estos especímenes son híbridos de P. geminata y P. virginiana. Mientras que la hibridación ocurre entre Q. geminata y Q. virginiana., las dos especies son genéticamente y morfológicamente distintos. El roble cubano, Quercus sagraeana, ha dado a entender que es un híbrido entre Q. geminata y Q. oleoides, pero la evidencia reciente sugiere que el roble cubano es una especie separada sin origen híbrido.

## Taxonomía
Quercus geminata fue descrita por John Kunkel Small y publicado en Bulletin of the Torrey Botanical Club 24(9): 438–439. 1897.
Etimología
Quercus: nombre genérico del latín que designaba igualmente al roble y a la encina.
geminata: epíteto latíno que significa "emparejado".
Sinonimia
- Quercus geminata var. grandifolia (Sarg.) Trel.
- Quercus geminata var. reasoneri A.Camus
- Quercus virginiana var. geminata (Small) Sarg.
- Quercus virginiana f. grandifolia Sarg.[12][13]